# Zhou Long
Zhou Long (født 8. juli 1953 i Beijing, Kina) er en kinesisk/amerikansk komponist, professor, pianist og dirigent.
Long studerede komposition, musikteori og direktion på Musikkonservatoriet i Beijing (1977-1983). Herefter tog han til USA, hvor han studerede komposition videre på Columbia Universitet hos bla. Chou Wen-chung. Han bosatte sig i New York, nærmere Brooklyn hvor han dirigerede flere orkestre med opførelser af kinesisk klassisk musik. Long er gift med komponister Chen Yi. Han har skrevet orkesterværker, kammermusik, koncertmusik, operaer, strygerkvartetter, etc. Long er professor i komposition på Missouri Universitet og på Musikkonservatoriet i Kansas City.

## Udvalgte værker
- 8 kinesiske folkesange
- Historier fra grotten - for orkester